# Sebastiano Calderini
Sebastiano Calderini (Bibbiena, ... – Firenze, 1860 circa) è stato un medico italiano, esercitò la sua professione a Firenze, prendendosi cura in particolar modo dei poveri che abitavano nel quartiere di Santa Croce.
Lasciò scritti di memorie scientifiche, alcune delle quali inedite. Ebbe incarichi dal Comune e fu vicino al Gonfaloniere di Firenze. Il Progetto.., per la compilazione del quale lavorò nell'ultimo anno di vita, fu considerato il suo testamento scientifico.Morì a causa di una morte improvvisa e non poté vedere la pubblicazione di questo libro.

## Progetto di un regolamento...
Il Progetto di un regolamento sulla polizia sanitaria sull'assistenza medica e chirurgica sulla constatazione dei decessi ec. ... compilato da una Commissione medica per il Municipio di Firenze, Firenze, Felice Paggi Libraio-Editore, 1861 (Tip. G. Mariani), fu redatto, dopo la partenza di Leopoldo II, (avvenuta il 27 aprile 1859), da una commissione nominata nella seduta Magistrale del 7 maggio 1859.
Il 31 agosto 1860, pochi mesi dopo l'annessione della Toscana al Regno d'Italia, avvenuta in seguito ad un plebiscito promosso il 15 marzo 1860 dal Governo Provvisorio Toscano, il libro fu presentato al marchese Ferdinando Bartolommei, Gonfaloniere di Firenze, da Sebastiano Calderini, Presidente di questa commissione. Il testo, con le informazioni, le proposte, le disposizioni igienico–sanitarie, mostra gli aspetti della vita cittadina e della mentalità dei fiorentini, alla conclusione del sistema politico e amministrativo del Granducato e all'inizio della nuova amministrazione del Regno d'Italia.

## Struttura delProgetto..
Il Progetto è preceduto da un Rapporto a cui fa seguito una Parte complementaria con voti e consigli della commissione, ed è arricchito con tavole. Gli argomenti di competenza esclusivamente governativa, cioè l'igiene militare e carceraria e la prostituzione non rientravano nella stesura dell'opera. Il Progetto fu pubblicato il 7 marzo 1861 su delibera del Consiglio generale del Comune di Firenze che però non si prese impegno veruno quanto all'attuazione.

## Argomenti del libro
Il Progetto... auspica la regolamentazione e la risoluzione dei problemi |igienici dei cittadini, evidenziando l'urgenza di una più vasta assistenza medico–chirurgica, in modo tale che i cittadini non siano lasciati in braccio e in balia della cieca fortuna e del fatalismo il più improvvido. È necessaria una vigilanza igienica sulle cose che valgono a conservare o a distruggere la salute, così per gli alimenti e per le bevande, come per l'inquinamento dell'aria atmosferica e per l'esercizio delle arti e dei mestieri: suggerisce a tal fine una serie di misure profilattiche.

## Disposizioni
Il Progetto inizia con un'analisi dell'epoca, il nullismo assoluto delle istituzioni igieniche e prende atto della durata media –27 anni- della vita dei fiorentini, che vivevano entro la terza cerchia delle mura urbane, nella Toscana del 1852, e di quella del 1853 (26 anni). Si propone, per un vivere più sicuro e più prospero, l'istituzione di un sistema di Magistratura sanitaria, di un Collegio di sanità municipale, di un Intendente sanitario e di un servizio di pubblica assistenza medica e farmaceutica: In ogni quartiere sarà sussidiata dal Municipio una farmacia, possibilmente centrale, che dovrà restare aperta tutta la notte e con obbligo di conservarvi sanguisughe e ghiaccio.
Per quanto riguarda il servizio medico-chirurgico, si stabilisce che, oltre a quello fornito negli ospedali, si debba svolgere un servizio sanitario in due Uffizi permanenti, uno sulla riva sinistra dell'Arno e uno su quella destra. Ognuno dei detti Uffizi sarà composto di quattro stanze a terreno, due delle quali ammobiliate ad uso di camera per i medici chirurghi ivi addetti che “d'obbligo” vi passeranno la nottata, una per uso di Uffizio e di medicheria, provveduta di registri e di module, di sofà e stufe, di bicchieri per il salasso e degli istrumenti i più indispensabili che adopera la scienza in soccorso degli asfittici e per constatare la morte... l'altra infine d'ingresso, da valersene come stanza d'aspettazione e per residenza del custode di guardia al quale non è permesso di andare a letto la notte. Il locale sarà corredato di acqua e del luogo di comodo. Un dentista convenientemente gratificato dal Municipio, sarà, per un'ora almeno, reperibile a “turno” in uno dei ridetti Uffizi, per comodo delle persone cui faccia d'uopo l'opera sua (art.35) Si propone che il Municipio prenda gli opportuni concerti col Regio Governo per dichiarare “obbligatoria” la pratica della vaccinazione.

## Articoli di legge contro le sofisticazioni alimentari
Il Calderini e i medici della Commissione dovettero prendere provvedimenti contro le frodi alimentari e stabilirono che di questa materia si doveva occupare la polizia igienico-bromatologica. La Commissione studiò articoli di legge contro le sofisticazioni delle farine di grano e di gran turco alterate dalla miscela del gioglio e del rafano silvestre e delle farine adulterate con sostanze inorganiche “nocive”, tali sarebbero la polvere d'alabastro, di creta, d'allume ( art.102). Altri articoli furono studiati per il vino adulterato con infusioni di mandorle amare, di lauro ceraso, di fitolacca dopo la fioritura, con preparati di rame e di piombo, gesso, allume, acidi minerali, alcool in eccesso, sali terrosi, ecc. (art.145); per la birra adulterata con semi di sabadiglia, con veratrina, con acido picrico, con coloquintide, con foglie di menianto mezzereo, con teste di papavero e addirittura con stricnina, (art. 147); per l'acquavite adulterata con stramonio, allume e acido solforico e per l'impasto del pane, alterato con ”salamoie”, acqua di gesso e solfato di rame (art.148 e 103); per l'aceto artefatto per l'aggiunta degli acidi minerali, dell'allume, dei sali di calce, dell'aro italico; per il sale e il pepe, adulterati con gesso crudo e biacca; per il tè, colorato con sali di rame; per lo zucchero, mescolato al gesso, zinco e sali di piombo (art.153-154). Si prescriveva che tutti gli alimenti o bevande che possano arrecare, comunque, danno o pericolo alla umana salute, devono essere tolti dalla vendita e proibiti per la consumazione (art.96) e che le ispezioni sanitarie iniziassero alla Dogana, per individuare i primi fraudolenti. Fu stabilito di controllare gli alimenti pericolosi o nocivi, compreso il pesce corrotto e fetente ed anche i vasellami usati per la cottura e per la conservazione degli erbaggi, della frutta e dei semi cotti (art.108), si dovevano escludere recipienti di ottone o di rame non stagnato all'interno e di vasi di piombo (art.123). Si dovevano controllare anche le confetture, adulterate da polveri metalliche e dalle belle carte che le avvolgevano colorite con sostanze venefiche (art.151). La polizia pneumatologica doveva sorvegliare per l'inquinamento atmosferico e si stabiliva: In conseguenza del pernicioso sviluppo dei gas nocivi è proibito nell'interno della città l'uso del carbon fossile, permettesi però quello del coke (art.184).

## Lampioni a gas
A Firenze i primi lampioni a gas si erano veduti [...] nel 1846... Per accenderne uno ci volevano spesso e volentieri, almeno 10 minuti e poi davano luce talmente scarsa e incerta, da far credere alcune strade lasciate in piene tenebre.
Il Progetto suggerisce: Tutte le strade siano convenientemente illuminate... (art.182); Costruiscansi gazometri in numero sufficiente e distanti dall'abitato (secondo le norme da stabilirsi per le fabbriche insalubri..(art.183). Nelle strade non si dovranno accumular “copiose” raccolte di spazzatura (eccedenti la misura di mezza carrettata) (art.174). Non si poteva lavar carrozze e qualunque legno a ruote o altri oggetti d'uso, non meno che strigliare cavalli ed altri giumenti nelle piazze, strade e vicoli della città (art.236). Nelle strade, poi, non si potevano effettuare operazioni di veterinaria e di mascalcia (art.163). I cani potevano circolare senza musoliera, mezzo violento, ma illusorio di contenzione, e che contribuisce anzi a rendere gli individui della specie “Canis” più feroci e mordaci, nonché pericolosi pei loro stessi padroni. Erano però previste le uccisioni di cani vaganti per diminuire lo sviluppo dell'idrofobia ed erano applicate tasse, per portare a una progressiva diminuzione delle razze canine specialmente dei Bulldogs e degli altri riconosciuti di niuna utilità alla guardia dei locali e all'uccisione di animali pericolosi (art.239).
Una nota umoristica appare nell'articolo 126: alle bestie da macello, di transito per la città, si dovevano prendere i connotati e farne rigorosa accompagnatura fino fuori della porta, per la quale, secondo la loro direzione, è necessario l'egresso. Si raccomandava di costruire pubblici stabilimenti per uso di bagni e di lavatoj, e si stabiliva di applicare rigorosamente la massima dell'isolamento dei due sessi (art.212-214).